# Montagne de Chabre
La montagne de Chabre (en provençal alpin chèvre) est une chaîne des Préalpes du Sud, dans le massif des Baronnies, en France. Elle se situe entre les départements des Hautes-Alpes et de la Drôme, une partie de la limite entre ceux-ci étant située sur la ligne de crête de cette chaîne. Si la majeure partie de la montagne de Chabre est située dans les Hautes-Alpes, son point culminant (1 393 m) est dans la Drôme.
Elle est classée zone naturelle d'intérêt écologique, faunistique et floristique (ZNIEFF) avec présence d'une flore endémique, notamment le chiendent pectiné (Agropyron cristatum). Elle est à l'intérieur du périmètre du parc naturel des Baronnies provençales créé en 2014.
Elle est délimitée au sud par la vallée de la Méouge (site Natura 2000), au nord par la vallée du Céans et à l'est par la vallée du Buëch.
C'est un site de renommée internationale pour le deltaplane et le parapente. Les championnats du monde de deltaplane de 2009 s'y sont déroulés.

## Géologie
La montagne de Chabre est une barre de calcaires tithoniques formés au Jurassique.